# Midway Peak
Midway Peak är en bergstopp i Kanada.   Den ligger i provinsen Alberta, i den centrala delen av landet, 3 100 km väster om huvudstaden Ottawa. Toppen på Midway Peak är 2 923 meter över havet.
Terrängen runt Midway Peak är huvudsakligen bergig.Trakten runt Midway Peak är nära nog obefolkad, med mindre än två invånare per kvadratkilometer.. Det finns inga samhällen i närheten. 
Trakten runt Midway Peak består i huvudsak av gräsmarker.